# Ukrzyżowanie (obraz Lucasa Cranacha starszego, 1501)
Ukrzyżowanie – obraz niemieckiego malarza Lucasa Cranacha starszego, namalowany w 1500 lub 1501, znajdujący się obecnie w Muzeum Historii Sztuki w Wiedniu.

## Charakterystyka
Obraz jest pierwszym znanym obrazem Lucasa Cranacha. Powstał dla wiedeńskiego opactwa szkockiego. Można w nim dostrzec elementy późnogotyckiego realizmu frankońskiego. Pod względem ikonograficznym malarz nie odbiega jeszcze znacznie od tradycyjnego ujęcia sceny Pasji w odróżnieniu już do jego kolejnego dzieła o tej samej tematyce wykonanego w 1503 roku. O tym, że malarz próbuje zerwać z tradycyjnymi schematami może świadczyć wprowadzenie do kompozycji ruchu – trzej królowie na koniach i omdlewająca Maria. Innowacje te Cranach mógł zaczerpnąć od Jana Polacka, który miał duży wpływ na prace z okresu wiedeńskiego.